# Gran Premio motociclistico della Comunità Valenciana 2015
Il Gran Premio motociclistico della Comunità Valenciana 2015 è stato la diciottesima ed ultima prova del motomondiale del 2015; si è disputata l'8 novembre sul circuito di Valencia.
Le vittorie in gara sono state ad appannaggio di: Jorge Lorenzo in MotoGP, Esteve Rabat in Moto2 e Miguel Oliveira in Moto3.
Il titolo iridato della Moto2 era già stato matematicamente assegnato al pilota francese Johann Zarco, nelle altre due classi lo hanno ottenuto lo spagnolo Jorge Lorenzo in MotoGP e il britannico Danny Kent in Moto3.

## MotoGP
Dopo quanto accaduto nel Gran Premio precedente e la penalizzazione comminata a Valentino Rossi, che è stato obbligato a partire dall'ultima posizione della griglia di partenza, la gara si è sviluppata sul fatto se il pilota italiano sarebbe riuscito a recuperare abbastanza posizioni per non essere superato in classifica generale dal suo compagno di squadra Jorge Lorenzo che lo seguiva, al momento del via, distaccato di 7 punti.
Rossi è riuscito a risalire fino alla quarta posizione all'arrivo ma, vista la vittoria di Lorenzo che al traguardo ha preceduto i connazionali Marc Márquez e Daniel Pedrosa, non è riuscito a difendere la posizione in classifica, terminando il campionato mondiale al secondo posto.
Questa è anche l'ultima gara nel motomondiale per Nicky Hayden che ha annunciato, dopo 13 stagioni di presenze e un titolo iridato, di passare al campionato mondiale Superbike.

### Arrivati al traguardo
| Pos. | Nº | Pilota           | Squadra                     | Motocicletta       | Giri | Tempo     | Griglia | Punti |
| ---- | -- | ---------------- | --------------------------- | ------------------ | ---- | --------- | ------- | ----- |
| 1º   | 99 | Jorge Lorenzo    | Movistar Yamaha             | Yamaha YZR-M1      | 30   | 45'59.364 | 1º      | 25    |
| 2º   | 93 | Marc Márquez     | Repsol Honda                | Honda RC213V       | 30   | +0.263    | 2º      | 20    |
| 3º   | 26 | Dani Pedrosa     | Repsol Honda                | Honda RC213V       | 30   | +0.654    | 3º      | 16    |
| 4º   | 46 | Valentino Rossi  | Movistar Yamaha             | Yamaha YZR-M1      | 30   | +19.789   | 26º     | 13    |
| 5º   | 44 | Pol Espargaró    | Monster Yamaha Tech 3       | Yamaha YZR-M1      | 30   | +26.004   | 8º      | 11    |
| 6º   | 38 | Bradley Smith    | Monster Yamaha Tech 3       | Yamaha YZR-M1      | 30   | +28.835   | 6º      | 10    |
| 7º   | 4  | Andrea Dovizioso | Ducati Team                 | Ducati Desmosedici | 30   | +28.886   | 9º      | 9     |
| 8º   | 41 | Aleix Espargaró  | Suzuki Ecstar               | Suzuki GSX-RR      | 30   | +34.222   | 4º      | 8     |
| 9º   | 35 | Cal Crutchlow    | LCR Honda                   | Honda RC213V       | 30   | +35.924   | 5º      | 7     |
| 10º  | 9  | Danilo Petrucci  | Octo Pramac Racing          | Ducati Desmosedici | 30   | +39.579   | 10º     | 6     |
| 11º  | 25 | Maverick Viñales | Suzuki Ecstar               | Suzuki GSX-RR      | 30   | +39.746   | 11º     | 5     |
| 12º  | 51 | Michele Pirro    | Ducati Team                 | Ducati Desmosedici | 30   | +47.053   | 12º     | 4     |
| 13º  | 68 | Yonny Hernández  | Octo Pramac Racing          | Ducati Desmosedici | 30   | +54.081   | 17º     | 3     |
| 14º  | 19 | Álvaro Bautista  | Aprilia Racing Team Gresini | Aprilia RS-GP      | 30   | +56.646   | 18º     | 2     |
| 15º  | 45 | Scott Redding    | EG 0,0 Marc VDS             | Honda RC213V       | 30   | +57.278   | 19º     | 1     |
| 16º  | 8  | Héctor Barberá   | Avintia Racing              | Ducati Desmosedici | 30   | +57.363   | 14º     |       |
| 17º  | 69 | Nicky Hayden     | Aspar Team                  | Honda RC213V-RS    | 30   | +58.742   | 16º     |       |
| 18º  | 6  | Stefan Bradl     | Aprilia Racing Team Gresini | Aprilia RS-GP      | 30   | +59.086   | 13º     |       |
| 19º  | 76 | Loris Baz        | Forward Racing              | Yamaha Forward     | 30   | +1'04.339 | 15º     |       |
| 20º  | 24 | Toni Elías       | Forward Racing              | Yamaha Forward     | 30   | +1'04.413 | 24º     |       |
| 21º  | 43 | Jack Miller      | LCR Honda                   | Honda RC213V-RS    | 30   | +1'05.212 | 20º     |       |
| 22º  | 13 | Anthony West     | AB Motoracing               | Honda RC213V-RS    | 30   | +1'27.281 | 22º     |       |

### Ritirati
| Nº | Pilota         | Squadra             | Motocicletta       | Giri | Griglia |
| -- | -------------- | ------------------- | ------------------ | ---- | ------- |
| 63 | Mike Di Meglio | Avintia Racing      | Ducati Desmosedici | 24   | 21º     |
| 50 | Eugene Laverty | Aspar Team          | Honda RC213V-RS    | 23   | 23º     |
| 23 | Broc Parkes    | E-Motion IodaRacing | ART                | 21   | 25º     |
| 29 | Andrea Iannone | Ducati Team         | Ducati Desmosedici | 2    | 7º      |

## Moto2
La gara era prevista sulla percorrenza di 27 giri ma subito dopo la prima partenza, a causa di un incidente, è stata interrotta ed è ripresa su una distanza ridotta a 18 giri.
In questo caso il titolo iridato era già da tempo assegnato e la gara è stata appannaggio dello spagnolo Esteve Rabat che ha preceduto il connazionale Álex Rins e l'elvetico Thomas Lüthi.

### Arrivati al traguardo
| Pos. | Nº | Pilota              | Squadra                        | Motocicletta       | Giri | Tempo     | Griglia | Punti |
| ---- | -- | ------------------- | ------------------------------ | ------------------ | ---- | --------- | ------- | ----- |
| 1º   | 1  | Esteve Rabat        | EG 0,0 Marc VDS                | Kalex Moto2        | 18   | 28'48.831 | 1º      | 25    |
| 2º   | 40 | Álex Rins           | Paginas Amarillas HP 40        | Kalex Moto2        | 18   | +0.309    | 3º      | 20    |
| 3º   | 12 | Thomas Lüthi        | Derendinger Racing Interwetten | Kalex Moto2        | 18   | +3.347    | 4º      | 16    |
| 4º   | 7  | Lorenzo Baldassarri | Forward Racing                 | Kalex Moto2        | 18   | +3.644    | 5º      | 13    |
| 5º   | 22 | Sam Lowes           | Speed Up Racing                | Speed Up SF15      | 18   | +5.140    | 10º     | 11    |
| 6º   | 39 | Luis Salom          | Paginas Amarillas HP 40        | Kalex Moto2        | 18   | +9.499    | 12º     | 10    |
| 7º   | 5  | Johann Zarco        | Ajo Motorsport                 | Kalex Moto2        | 18   | +9.834    | 2º      | 9     |
| 8º   | 49 | Axel Pons           | AGR Team                       | Kalex Moto2        | 18   | +11.197   | 7º      | 8     |
| 9º   | 3  | Simone Corsi        | Forward Racing                 | Kalex Moto2        | 18   | +11.611   | 9º      | 7     |
| 10º  | 36 | Mika Kallio         | QMMF Racing                    | Speed Up SF15      | 18   | +17.311   | 15º     | 6     |
| 11º  | 30 | Takaaki Nakagami    | Idemitsu Honda Team Asia       | Kalex Moto2        | 18   | +20.784   | 8º      | 5     |
| 12º  | 73 | Álex Márquez        | EG 0,0 Marc VDS                | Kalex Moto2        | 18   | +21.296   | 14º     | 4     |
| 13º  | 11 | Sandro Cortese      | Dynavolt Intact GP             | Kalex Moto2        | 18   | +21.455   | 13º     | 3     |
| 14º  | 94 | Jonas Folger        | AGR Team                       | Kalex Moto2        | 18   | +21.560   | 18º     | 2     |
| 15º  | 23 | Marcel Schrötter    | Tech 3                         | Tech 3 Mistral 610 | 18   | +24.669   | 21º     | 1     |
| 16º  | 19 | Xavier Siméon       | Federal Oil Gresini            | Kalex Moto2        | 18   | +28.190   | 23º     |       |
| 17º  | 97 | Xavi Vierge         | Tech 3                         | Tech 3 Mistral 610 | 18   | +28.537   | 22º     |       |
| 18º  | 60 | Julián Simón        | QMMF Racing                    | Speed Up SF15      | 18   | +28.762   | 6º      |       |
| 19º  | 88 | Ricard Cardús       | JPMoto Malaysia                | Suter MMX2         | 18   | +29.017   | 17º     |       |
| 20º  | 66 | Florian Alt         | E-Motion IodaRacing            | Suter MMX2         | 18   | +29.297   | 19º     |       |
| 21º  | 4  | Randy Krummenacher  | JIR Racing                     | Kalex Moto2        | 18   | +30.788   | 20º     |       |
| 22º  | 70 | Robin Mulhauser     | Technomag Racing Interwetten   | Kalex Moto2        | 18   | +32.028   | 26º     |       |
| 23º  | 10 | Thitipong Warokorn  | APH PTT The Pizza SAG          | Kalex Moto2        | 18   | +37.044   | 28º     |       |
| 24º  | 2  | Jesko Raffin        | sports-millions-EMWE-SAG       | Kalex Moto2        | 18   | +37.107   | 27º     |       |
| 25º  | 32 | Federico Fuligni    | Ciatti                         | Suter MMX2         | 18   | +47.239   | 29º     |       |
| 26º  | 16 | Joshua Hook         | Technomag Racing Interwetten   | Kalex Moto2        | 18   | +47.901   | 30º     |       |

### Ritirati
| Nº | Pilota            | Squadra                    | Motocicletta  | Giri | Griglia |
| -- | ----------------- | -------------------------- | ------------- | ---- | ------- |
| 90 | Lucas Mahias      | Promoto Sport              | Transfiormers | 13   | 16º     |
| 57 | Edgar Pons        | Italtrans Racing           | Kalex Moto2   | 3    | 25º     |
| 21 | Franco Morbidelli | Italtrans Racing           | Kalex Moto2   | 0    | 11º     |
| 55 | Hafizh Syahrin    | Petronas Raceline Malaysia | Kalex Moto2   | 0    | 24º     |

### Non partiti
| Nº | Pilota      | Squadra                  | Motocicletta       |
| -- | ----------- | ------------------------ | ------------------ |
| 25 | Azlan Shah  | Idemitsu Honda Team Asia | Kalex Moto2        |
| 96 | Louis Rossi | Tasca Racing             | Tech 3 Mistral 610 |

## Moto3
Nella classe di minor cilindrata del motomondiale il titolo iridato non era ancora stato assegnato; il nono posto all'arrivo è bastato al britannico Danny Kent per aggiudicarselo, nonostante la vittoria del suo diretto concorrente, il portoghese Miguel Oliveira, al suo terzo successo consecutivo nelle ultime gare della stagione. Sul podio anche lo spagnolo Jorge Navarro e il ceco Jakub Kornfeil.

### Arrivati al traguardo
| Pos. | Nº | Pilota                | Squadra                    | Motocicletta        | Giri | Tempo     | Griglia | Punti |
| ---- | -- | --------------------- | -------------------------- | ------------------- | ---- | --------- | ------- | ----- |
| 1º   | 44 | Miguel Oliveira       | Red Bull KTM Ajo           | KTM RC 250 GP       | 24   | 40'09.792 | 4º      | 25    |
| 2º   | 9  | Jorge Navarro         | Estrella Galicia 0,0       | Honda NSF250R       | 24   | +0.198    | 5º      | 20    |
| 3º   | 84 | Jakub Kornfeil        | Drive M7 SIC               | KTM RC 250 GP       | 24   | +2.090    | 12º     | 16    |
| 4º   | 41 | Brad Binder           | Red Bull KTM Ajo           | KTM RC 250 GP       | 24   | +2.121    | 9º      | 13    |
| 5º   | 33 | Enea Bastianini       | Gresini Racing             | Honda NSF250R       | 24   | +2.975    | 6º      | 11    |
| 6º   | 32 | Isaac Viñales         | RBA Racing                 | KTM RC 250 GP       | 24   | +3.343    | 13º     | 10    |
| 7º   | 17 | John McPhee           | Saxoprint RTG              | Honda NSF250R       | 24   | +4.087    | 1º      | 9     |
| 8º   | 76 | Hiroki Ono            | Leopard Racing             | Honda NSF250R       | 24   | +9.627    | 10º     | 8     |
| 9º   | 52 | Danny Kent            | Leopard Racing             | Honda NSF250R       | 24   | +9.914    | 18º     | 7     |
| 10º  | 65 | Philipp Öttl          | Schedl GP Racing           | KTM RC 250 GP       | 24   | +10.580   | 14º     | 6     |
| 11º  | 16 | Andrea Migno          | SKY Racing Team VR46       | KTM RC 250 GP       | 24   | +10.661   | 15º     | 5     |
| 12º  | 8  | Nicolò Bulega         | SKY Racing Team VR46       | KTM RC 250 GP       | 24   | +11.642   | 16º     | 4     |
| 13º  | 21 | Francesco Bagnaia     | Mapfre Team Mahindra       | Mahindra MGP3O      | 24   | +16.741   | 19º     | 3     |
| 14º  | 88 | Jorge Martín          | Mapfre Team Mahindra       | Mahindra MGP3O      | 24   | +20.196   | 24º     | 2     |
| 15º  | 10 | Alexis Masbou         | Saxoprint RTG              | Honda NSF250R       | 24   | +21.531   | 20º     | 1     |
| 16º  | 95 | Jules Danilo          | Ongetta-Rivacold           | Honda NSF250R       | 24   | +21.552   | 17º     |       |
| 17º  | 63 | Zulfahmi Khairuddin   | Drive M7 SIC               | KTM RC 250 GP       | 24   | +21.868   | 21º     |       |
| 18º  | 40 | Darryn Binder         | Outox Reset Drink          | Mahindra MGP3O      | 24   | +25.114   | 28º     |       |
| 19º  | 29 | Stefano Manzi         | San Carlo Team Italia      | Mahindra MGP3O      | 24   | +25.301   | 26º     |       |
| 20º  | 11 | Livio Loi             | RW Racing GP               | Honda NSF250R       | 24   | +25.331   | 25º     |       |
| 21ª  | 6  | María Herrera         | Husqvarna Factory Laglisse | Husqvarna FR 250 GP | 24   | +25.655   | 22ª     |       |
| 22º  | 48 | Lorenzo Dalla Porta   | Husqvarna Factory Laglisse | Husqvarna FR 250 GP | 24   | +32.973   | 23º     |       |
| 23º  | 4  | Fabio Di Giannantonio | Gresini Racing             | Honda NSF250R       | 24   | +33.019   | 27º     |       |
| 24ª  | 22 | Ana Carrasco          | RBA Racing                 | KTM RC 250 GP       | 24   | +33.549   | 31ª     |       |
| 25º  | 96 | Manuel Pagliani       | San Carlo Team Italia      | Mahindra MGP3O      | 24   | +33.953   | 29º     |       |

### Ritirati
| Nº | Pilota             | Squadra              | Motocicletta   | Giri | Griglia |
| -- | ------------------ | -------------------- | -------------- | ---- | ------- |
| 7  | Efrén Vázquez      | Leopard Racing       | Honda NSF250R  | 23   | 3º      |
| 5  | Romano Fenati      | SKY Racing Team VR46 | KTM RC 250 GP  | 23   | 2º      |
| 23 | Niccolò Antonelli  | Ongetta-Rivacold     | Honda NSF250R  | 23   | 7º      |
| 19 | Alessandro Tonucci | Outox Reset Drink    | Mahindra MGP3O | 20   | 33º     |
| 98 | Karel Hanika       | Red Bull KTM Ajo     | KTM RC 250 GP  | 10   | 8º      |
| 20 | Fabio Quartararo   | Estrella Galicia 0,0 | Honda NSF250R  | 10   | 11º     |
| 58 | Juanfran Guevara   | Mapfre Team Mahindra | Mahindra MGP3O | 7    | 30º     |
| 24 | Tatsuki Suzuki     | CIP                  | Mahindra MGP3O | 7    | 34º     |
| 2  | Remy Gardner       | CIP                  | Mahindra MGP3O | 5    | 32º     |

### Non partito
| Nº | Pilota          | Squadra    | Motocicletta  |
| -- | --------------- | ---------- | ------------- |
| 91 | Gabriel Rodrigo | RBA Racing | KTM RC 250 GP |